# Orius persequens
Orius persequens är en insektsart som först beskrevs av White 1877.  Orius persequens ingår i släktet Orius och familjen näbbskinnbaggar. Inga underarter finns listade i Catalogue of Life.